# 血季
《血季》（英語：Bring Up the Bodies）是希拉里·曼特尔的一部历史小说，是她的获奖小说《狼厅》的续集，亨利八世的親信大臣托马斯·克伦威尔兴衰三部曲的第二部。该书荣获2012年的布克奖和科斯塔图书奖。三部曲的最后一部小说《镜与光》（The Mirror and the Light）于2020年3月出版。

## 出版
2012年5月，《血季》 由英国哈珀柯林斯（Harper Collins）和美国亨利·霍尔特公司出版。

## 评价
珍妮特·马斯林在《纽约时报》中积极评价了这部小说：
曼特尔女士的奇迹是，她让这些事件再次变得新鲜和可怕。"

## 获奖
- 2012年布克奖
- 2012年科斯塔图书奖[3][4][5][6]